# Duffyoemida impunctipennis
Duffyoemida impunctipennis là một loài bọ cánh cứng trong họ Cerambycidae.